# NOAA-19
NOAA-19 — американский метеорологический спутник серии POES, Национального управления океанических и атмосферных исследований США. 
Был запущен 6 февраля 2009 года. 
До запуска обозначался NOAA-N' (NOAA-N Prime), это название широко используется и сейчас.

## Постройка

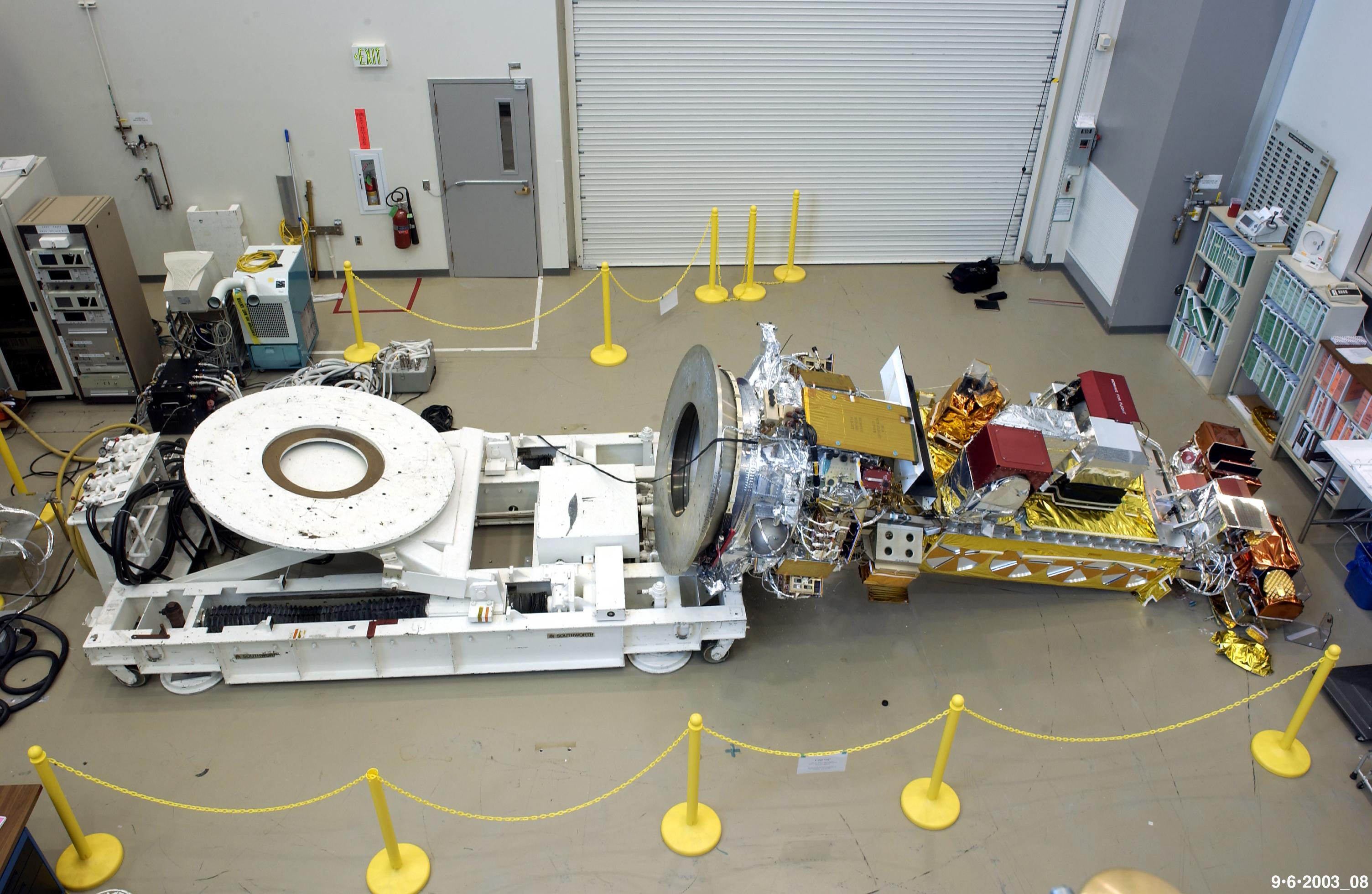
NOAA-N Prime после падения при производстве

6 сентября 2003 года спутник был серьёзно повреждён во время работ на заводе Lockheed Martin Space Systems в Саннивейле (Калифорния): спутник упал на пол в тот момент, когда производился его поворот в горизонтальное положение. Расследование НАСА пришло к выводу, что причиной был недостаток дисциплины в выполнении процедур на заводе: пока опрокидная тележка, используемая в этой процедуре, находилась на складе, техник удалил двадцать четыре болта, удерживающих адаптер, не задокументировав это действие. Команда, использовавшая затем тележку для поворота спутника, не проверила болты, как предусматривалось процедурой, прежде чем перемещать аппарат.
Стоимость восстановления составила 135 миллионов долларов. Lockheed Martin отказалась от прибыли с этого проекта, чтобы оплатить работы по ремонту; позже компания понесла расходы в 30 млн долларов на траты, связанные с этим инцидентом; остаток суммы был оплачен правительством США.

## Приборы
NOAA-N Prime несёт на себе набор приборов, собирающих данные для предсказания погоды и климата. Как и предшественники NOAA-N обеспечивает получение изображений облаков и деталей поверхности, а также вертикальных профилей температуры и влажности, используемых затем в цифровых моделях предсказания погоды.
Также собираются данные о распределении озона в верхних слоях атмосферы и о состоянии околоземного пространства.
Основными приборами являются:
- Advanced Very High Resolution Radiometer (AVHRR/3)[англ.];
- High Resolution Infrared Radiation Sounder (HIRS/4)[англ.];
- Advanced Microwave Sounding Unit (AMSU-A)[англ.];
- Space Environment Monitor (SEM/2)[англ.];
- Solar Backscatter Ultraviolet Spectral Radiometer (SBUV/2)[англ.];
- Microwave Humidity Sounder(MHS)[англ.].

Первые три прибора были разработаны в расчётом на работу в течение трёх лет, SBUV/2 — двух лет, MHS — пяти лет
. Также на борту спутника установлен ретранслятор системы сбора информации Argos (Advanced Data Collection System).

## Запуск
4 ноября 2008 НАСА объявила о доставке спутника на космодром (База Ванденберг), на борту транспортного самолёта C-5 Galaxy. 
Обтекатель был установлен 27 января 2009 года, заправка топлива второй ступени состоялась 27 января.
Запуск произошёл с третьей попытки. В первый раз запуск был отложен из-за проблемы в системе наддува азотом пускового комплекса, во второй раз — из-за отказа компрессора в системе термостатирования полезной нагрузки стартового комплекса.
Спутник был успешно запущен около 10:22 GMT 6 февраля 2009, ракетой-носителем «Дельта-2».

## Замена
Планировалась замена семейства спутников POES на серию следующего поколения NPOESS, но этот проект был прекращён. Чтобы избежать значительного перерыва в пусках метеоспутников, в 2011 году был запущен Suomi NPP. 
Вместо серии NPOESS, произошёл переход к спутникам серии Joint Polar Satellite System, первый из которых был запущен в 2017 году.